# János Kornai
Dans le nom hongrois Kornai János, le nom de famille précède le prénom, mais cet article utilise l’ordre habituel en français János Kornai, où le prénom précède le nom.
János Kornai, né le 21 janvier 1928 à Budapest et mort le 18 octobre 2021, est un économiste hongrois. Il est connu pour ses travaux sur l'économie planifiée en Hongrie et dans les pays d'Europe de l'Est. Particulièrement critique de la planification, il démontre qu'elle est vouée à n'être qu'une « économie de la pénurie ».

## Biographie
János Kornai commence par étudier la philosophie durant deux ans à l'université Péter Pázmány, aujourd'hui université Loránd Eötvös. Il étudie l'économie par lui-même, et obtint dans ce domaine un diplôme de l'Académie hongroise des sciences en candidat libre. Il écrit que c'est la lecture du Capital de Karl Marx qui l'a poussé à devenir économiste.
Collaborateur du journal du Parti communiste hongrois Szabad Nép, il en devint un spécialiste des questions économiques ; mais après quelques années, il est renvoyé en avril 1955 pour manque de convictions communistes.
Initialement communiste, János Kornai s'éloigne en effet du parti et évolue intellectuellement à partir de la déstalinisation en 1955. Invité par de nombreuses institutions étrangères, il se voit refuser de voyager par les autorités hongroises jusqu'en 1963.
De 1967 à 1992, il est enseignant chercheur à l'Institut d'économie de l'Académie hongroise des sciences dont il devint un membre associé (1976) puis un membre à part entière à partir de 1982.
János Kornai rejoignit en 1986 l'université Harvard aux États-Unis. Il prend sa retraite de Harvard en 2002, devenant membre émérite de diverses institutions académiques en Hongrie notamment de l'Université Corvinus.
Il est également membre du Conseil d'administration de la Banque nationale de Hongrie jusqu'en 2001.

## Travaux
Dans Socialisme et économie de la pénurie paru en 1980, il explique la supériorité des systèmes capitalistes par les pressions à l'efficacité qui découlent de la mise en concurrence ainsi que la recherche de débouchés qui animent les entreprises. À l'inverse les systèmes socialistes dans lesquels les forces du marché ne peuvent sanctionner l'impéritie des techniques de production n'aboutissent qu'à la pénurie. János Kornai impute en conséquence l'échec des pays soviétiques aux doctrines de Marx et Lénine.